# 小树林站
小树林站是一座布拉格地铁C线的地铁站，此站也是C线的终点站。